# Ayman el-Haddaoui
Ayman el-Haddaoui (* 13. Juni 2001) ist ein marokkanischer Leichtathlet, der sich auf den Sprint spezialisiert hat.

## Sportliche Laufbahn
Erste internationale Erfahrungen sammelte Ayman el-Haddaoui im Jahr 2022, als er bei den Islamic Solidarity Games in Konya mit der marokkanischen 4-mal-400-Meter-Staffel in 3:03,76 min die Goldmedaille gewann. Anschließend zog er in die Vereinigten Staaten und besucht dort das New Mexico Junior College. Im Jahr darauf belegte er bei den Arabischen Meisterschaften in Marrakesch in 45,93 s den fünften Platz im 400-Meter-Lauf und gelangte anschließend bei den Panarabischen Spielen in Algier mit 46,45 s auf Rang fünf.
In den Jahren 2021 und 2023 wurde el-Haddaoui marokkanischer Meister im 400-Meter-Lauf.

## Persönliche Bestleistungen
- 200 Meter: 21,04 s (−1,3 m/s), 24. Juli 2022 in Rabat
- 400 Meter: 45,59 s, 20. Mai 2023 in Hobbs
  - 400 Meter (Halle): 47,39 s10. Februar 2023 in Lubbock